# Chundikkulam-Nationalpark

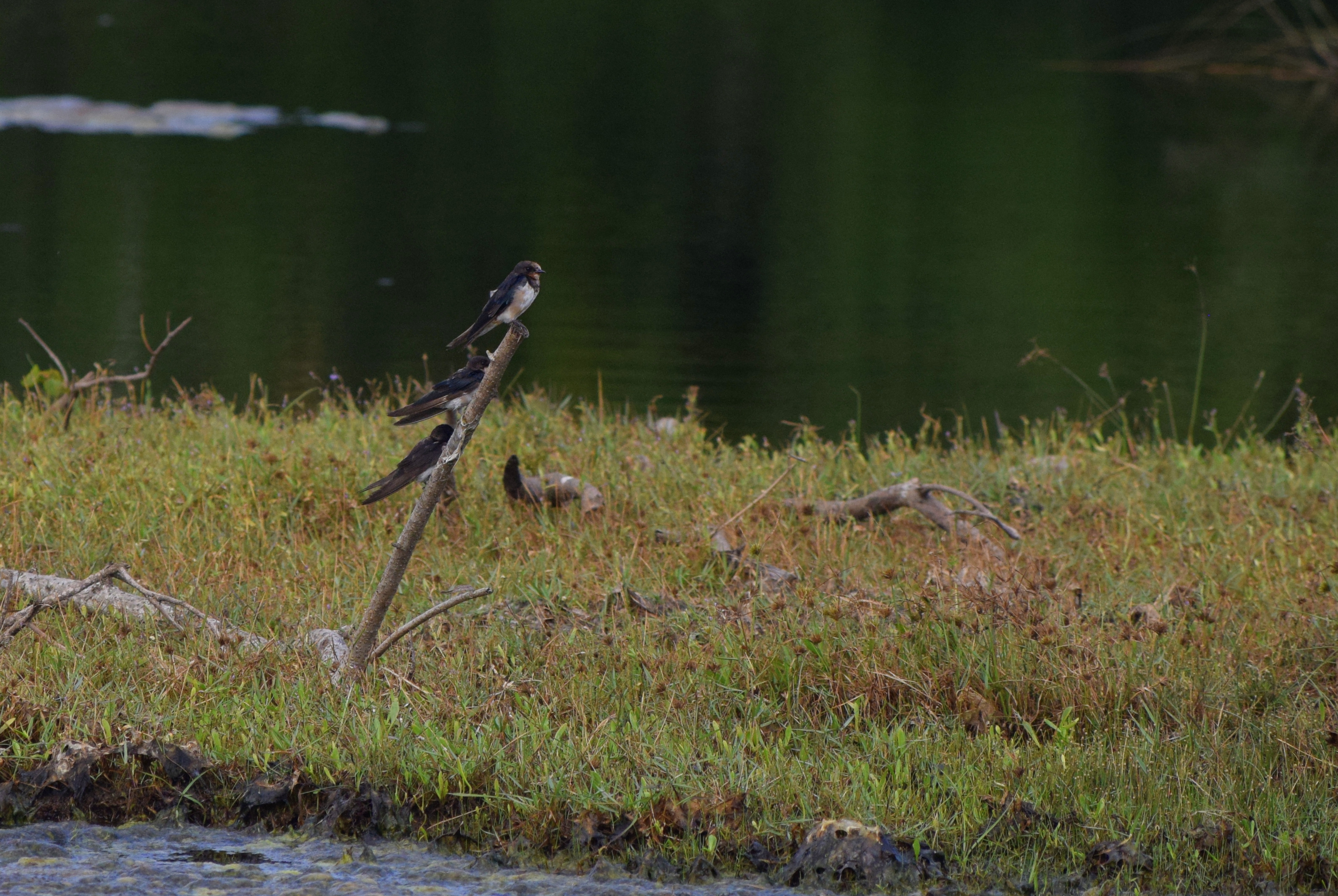
Vögel im Vogelschutzgebiet des Parks

Der Chundikkulam-Nationalpark ist ein Nationalpark im Norden Sri Lankas, etwa 12 km nordöstlich von Kilinochchi.

## Geschichte
Die Chundikkulam-Lagune und ihre Umgebung wurden am 25. Februar 1938 gemäß der Fauna- und Flora-Schutzverordnung (Nr. 2) von 1937 als Vogelschutzgebiet ausgewiesen.
Gegen Ende des Bürgerkriegs in Sri Lanka im Januar 2009 eroberten die Streitkräfte Sri Lankas, die von der Kleinstadt Nagar Kovil vorrückten, das Gebiet von den paramilitärischen Tamil Tigers zurück. Anschließend begann das sri-lankische Militär mit dem Bau von Militärstützpunkten im Gebiet und hinderte die lokalen Fischer daran, das Gebiet zu nutzen und die Anwohner daran, in ihre Häuser zurückzukehren. Die Armee eröffnete im Januar 2012 ein Resort im nördlichen Teil des Gebiets.
Nach dem Ende des Bürgerkriegs kündigte die Regierung Pläne an, verschiedene Schutzgebiete in der Nordprovinz in Nationalparks umzuwandeln. Eine von der Regierung mit Unterstützung des Entwicklungsprogramms der Vereinten Nationen und des Umweltprogramms der Vereinten Nationen erstellte strategische Umweltbewertung empfahl, das Chundikkulam-Schutzgebiet nach Westen zum Elefantenpass und nach Südosten bis Chalai und Pallamatalan auszuweiten und zu einem Nationalpark auszubauen. Die Empfehlung sah vor, dass die Fläche des Gebiets von 11.149 ha auf 19.565 ha wächst, was u. a. auf die Aufnahme von Staatswäldern in der Nähe zurückzuführen ist.
Im Mai 2015 kündigte die Regierung an, dass Chundikkulam zusammen mit dem Meeres-Nationalpark Adamsbrücke, dem Delft-Nationalpark und dem Madhu-Road-Nationalpark zu Nationalparks erklärt werden soll.
Das Chundikkulam-Schutzgebiet wurde am 22. Juni 2015 zu einem Nationalpark mit einer Fläche von 19.565 ha.

## Flora und Fauna
Die Chundikkulam-Lagune ist teilweise von Mangrovensümpfen und Seegrasbetten umgeben. Die Umgebung umfasst Borassusplantagen, Buschwälder und eine Vielzahl von Trockenzonenflora.
Im Park gibt es zahlreiche Arten von Wasser- und Wattvögeln, darunter:
- Blässhuhn
- Braunkopfmöwe
- Bruchwasserläufer
- Buntstorch
- Flussuferläufer
- Großer Brachvogel
- Kampfläufer
- Knäkente
- Krickente
- Lachseeschwalbe
- Löffler
- Pfeifente
- Pfuhlschnepfe
- Rosaflamingo
- Schwarzkopfibis
- Sichelstrandläufer
- Spießente
- Stelzenläufer
- Teichwasserläufer
- Terekwasserläufer
- Uferschnepfe

Zu den Säugetieren, die im Park zu finden sind, gehören
- Leopard
- Lippenbär
- Hirsche

Darüber hinaus wurden Sumpfkrokodil und Leistenkrokodil im Park gesichtet.